# Zornella cultrigera
Zornella cultrigera là một loài nhện trong họ Linyphiidae.
Loài này thuộc chi Zornella. Zornella cultrigera được Ludwig Carl Christian Koch miêu tả năm 1879.